# Parteiführer des Repräsentantenhauses der Vereinigten Staaten

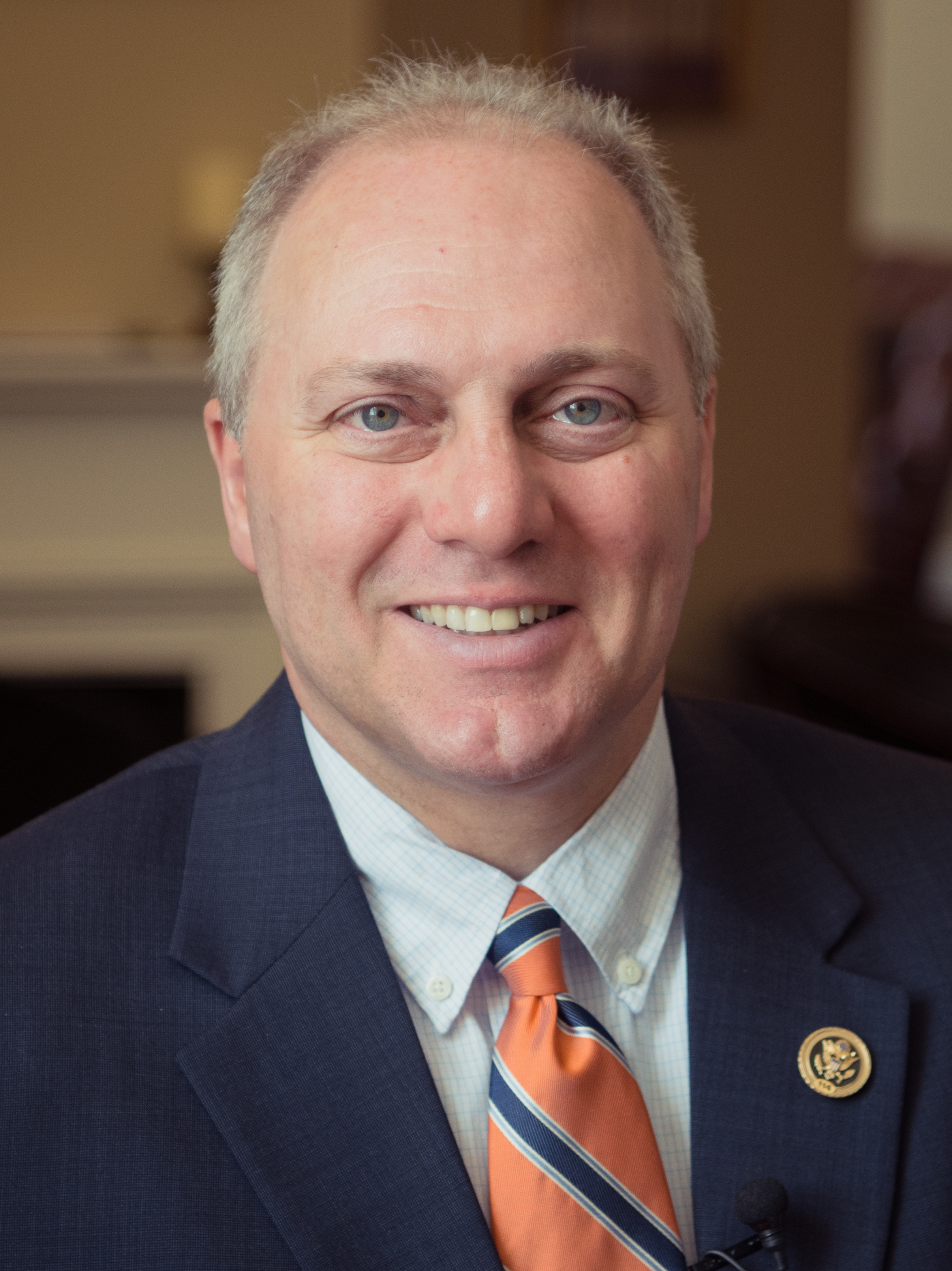
Der derzeitige House Majority Leader Steve Scalise

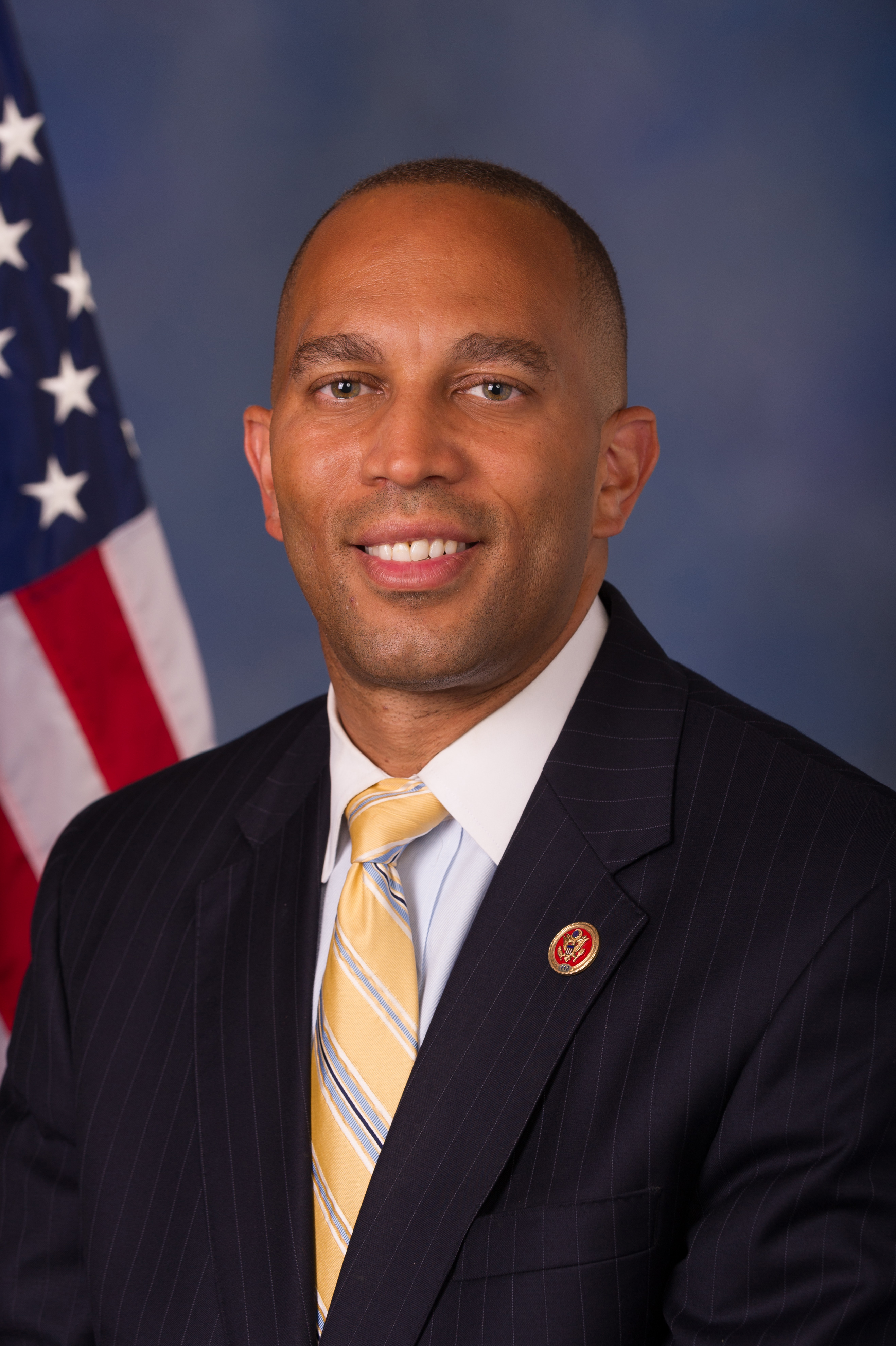
Der derzeitige House Minority Leader Hakeem Jeffries

Der House Majority Leader und der House Minority Leader sind Abgeordnete im Repräsentantenhaus der Vereinigten Staaten. Sie werden nach jeder Wahl zu einem neuen Kongress in einer geheimen Wahl neu gewählt. Im 118. Kongress der Vereinigten Staaten ist der Republikaner Steve Scalise House Majority Leader und der Demokrat Hakeem Jeffries House Minority Leader.

## Stellung

### Minority Leader
Der Minority Leader ist der ranghöchste Abgeordnete seiner Partei im Repräsentantenhaus. Somit steigt er gewöhnlich zum Sprecher des Repräsentantenhauses auf, wenn seine Partei die Mehrheit im Repräsentantenhaus zurückgewinnt. Nur zweimal ist dies nicht geschehen, nämlich nach der Wahl zum Repräsentantenhaus der Vereinigten Staaten 1918, als Frederick Gillett statt des bisherigen Minority Leader James Robert Mann  zum neuen Sprecher gewählt wurde, und nach der Wahl zum Repräsentantenhaus der Vereinigten Staaten 1994, da der bisherige Minority Leader Robert H. Michel nicht zur Wiederwahl antrat. 

### Majority Leader
Der Majority Leader ist nur der zweithöchste Abgeordnete seiner Partei im Repräsentantenhaus, da der höchste Abgeordnete der Sprecher des Repräsentantenhauses ist. Deswegen hängt die Macht des Majority Leader sehr vom Sprecher ab, vor allem, seit der Majority Leader nicht mehr ex officio der Vorsitzende des mächtigen Committee on Ways and Means ist.

## Vorteile

### Filibuster
Minority Leader und Majority Leader dürfen im Repräsentantenhaus so lange reden, wie sie wollen. Mithilfe des Filibuster können sie deswegen Beschlussfassungen durch die Mehrheit verzögern oder verhindern. Dieses Recht wird allerdings normalerweise nur vom Minority Leader verwendet, da der Majority Leader meist hinter den Gesetzen steht, die durch den Filibuster verhindert bzw. verzögert werden sollen. Im Senat sind die Redezeiten für alle Senatoren unbegrenzt. Den Rekord für den längsten durchgängigen Filibuster stellte Kevin McCarthy vom Abend des 18. November 2021 bis zum Morgen des 19. November 2021 (Ortszeit) auf, als er circa achteinhalb Stunden ununterbrochen sprach.

### United States House Permanent Select Committee on Intelligence
Sowohl der Minority als auch der Majority Leader ex officio gehören dem United States House Permanent Select Committee on Intelligence als nicht stimmberechtigte Mitglieder an. 

## Liste der Parteiführer
siehe dazu: 
- Liste der demokratischen Parteiführer
- Liste der republikanischen Parteiführer